# Fast Five
Fast Five is een Amerikaanse actiefilm die in mei 2011 uitkwam in Nederland en België. De hoofdrollen in deze film zijn voor Vin Diesel, Paul Walker, Dwayne Johnson en Jordana Brewster. Het is het vijfde deel van de reeks The Fast and the Furious.

## Verhaal
Brian O'Connor en Mia Toretto hebben Dominic Toretto bevrijd uit de gevangenisbus en worden in Rio de Janeiro in het nauw gedreven. Ze beseffen dat ze nog één grote overval moeten doen om hun vrijheid te herwinnen. Ze beginnen een groep van excellente chauffeurs te verzamelen, om de man die hen achtervolgt te verslaan.
Maar hij is niet hun enige vijand. Federaal agent Luke Hobbs is een vastberaden man die zelden faalt. Hij en zijn team lanceren een aanval om Dominic en Brian voorgoed uit te schakelen. Maar Hobbs krijgt problemen in zijn eigen team en moet op zijn eigen instinct vertrouwen om hen te pakken te krijgen.

## Rolverdeling
- Vin Diesel als Dominic Toretto
- Paul Walker als Brian O'Connor
- Dwayne Johnson als Luke Hobbs
- Jordana Brewster als Mia Toretto
- Tyrese Gibson als Roman Pearce
- Elsa Pataky als Elena Neves
- Sung Kang als Han Seoul-Oh
- Gal Gadot als Gisele Harabo
- Matt Schulze als Vince
- Ludacris als Tej Parker
- Tego Calderón als Tego Leo
- Don Omar als Rico Santos
- Joaquim de Almeida als Hernan Reyes
- Eva Mendes als Monica Fuentes (Cameo)
- Michelle Rodríguez als Letty Ortiz (Foto)

## Muziek
De originele filmmuziek werd gecomponeerd door Brian Tyler. In de film werd ook gebruikgemaakt van het nummer Danza Kuduro van Don Omar en Lucenzo.